# Hebella striata
Hebella striata is een hydroïdpoliep uit de familie Hebellidae. De poliep komt uit het geslacht Hebella. Hebella striata werd in 1888 voor het eerst wetenschappelijk beschreven door Allman. 